# Mountain Gate (Kalifornija)
Mountain Gate je naseljeno područje za statističke svrhe u američkoj saveznoj državi Kalifornija. Prema popisu stanovništva iz 2010. u njemu je živjelo 943 stanovnika.